# Cyclophora anaisaria
Cyclophora anaisaria är en fjärilsart som beskrevs av William Schaus 1901. Cyclophora anaisaria ingår i släktet Cyclophora och familjen mätare. Inga underarter finns listade i Catalogue of Life.